# طواف إيطاليا 1956
طواف إيطاليا 1956 (بالإنجليزية: 1956 Giro d'Italia)‏ هو سباق دراجات هوائية، وهو الموسم رقم 39 من السباق، أقيم في 1956، وهو من نوع سباق المرحلة.
.